# Magdalena Widlicka
Magdalena Asejczyk-Widlicka (ur. 17 stycznia 1976) – polska inżynier, doktor habilitowana nauk fizycznych. Specjalizuje się w biomechanice gałki ocznej, optyce oka, optycznej aparaturze okulistycznej oraz symulacjach numerycznych procedur okulistycznych. Adiunkt Katedry Optyki i Fotoniki Wydziału Podstawowych Problemów Techniki Politechniki Wrocławskiej.

## Życiorys zawodowy
Studia z fizyki technicznej (specjalność: inżynieria i optyka biomedyczna) ukończyła na Wydziale Podstawowych Problemów Techniki Politechniki Wrocławskiej w 1999 (praca magisterska: Wpływ ustawienia głowy na rozkład krzywizn topografii rogówki). Od 2000 do 2003 roku pracowała w Katedrze i Klinice Okulistyki wrocławskiego Uniwersytetu Medycznego (jako technik i specjalista). Stopień doktorski uzyskała na macierzystym wydziale w 2004 broniąc pracy pt. Badanie wpływu własności sprężystych gałki ocznej na własności refrakcyjne oka, przygotowanej pod kierunkiem prof. Henryka Kasprzaka. 
W okresie 2005–2007 była pracownikiem naukowo-dydaktycznym Instytutu Nauk Biomedycznych brytyjskiego Uniwersytetu Ulster. Po powrocie do Wrocławia w 2007 uzyskała na macierzystym wydziale etat adiunkta. Habilitowała się na Wydziale Fizyki Uniwersytetu im. Adama Mickiewicza w Poznaniu w 2018 na podstawie oceny dorobku naukowego i cyklu publikacji pt. Badania biomechanicznych właściwości gałki ocznej i ich zastosowania w diagnostyce oka.
Swoje prace publikowała w takich czasopismach jak m.in. „Journal of Glaucoma”, „PLOS ONE”, „BMC Ophthalmology”, „Eye", „British Journal of Ophthalmology" oraz „Journal of Biomechanics”.